# Весманис, Янис
Янис Весманис (латыш. Jānis Vesmanis; 1878, Бауский уезд, Курляндская губерния, Российская империя — 1942, Вятлаг, Кировская область) — латвийский политический и государственный деятель, депутат I Сейма (1922—1925), дипломат, первый посол Латвийской Республики в РСФСР (1920—1921), редактор.

## Биография
Родился в крестьянской семье. В 1903 году окончил Рижский политехнический институт. В 1902—1905 годах работал помощником контролёра на железной дороге Рига — Даугавпилс, затем учителем в коммерческом училище. В начале Первой мировой войны переехал в Петроград, где служил в Министерстве торговли и промышленности Российской империи, в страховой компании (1915—1919).
В конце 1919 года вернулся на историческую родину и с марта 1920 года возглавил комиссию по расчётам с Эстонией. В апреле 1920 года был назначен членом латвийской делегации для мирных переговоров с Россией, с мая 1920 года — председатель делегации, подписавшей 11 августа 1920 года Рижский договор.
С сентября 1920 года по июнь 1921 года был первым послом Латвийской Республики в РСФСР. Позднее был представителем правительства в латвийско-эстонской и латвийско-литовской расчётных комиссиях, в хозяйственном управлении Прибалтики и России (1922—1923). Член Совета национального Банка Латвии (1922—1926). В 1923—1925 годах — главный редактор газеты «Latvijas Vēstnesis».
После государственного переворота 1934 года прекратил заниматься общественной деятельностью.
После присоединения Латвии к СССР работал уполномоченным Государственного контроля Латвийской ССР на национализированных текстильных фабриках и главным бухгалтером в строительной конторе «Мелиоторфс».
Во время Депортации в июне 1941 года в Латвии выслан в Вятлаг, где в январе 1942 года ему было предъявлено обвинение в членстве в партии «Демократический центр» и депутатстве в Сейме Латвии. На основании ст. 58-4 УК РСФСР был приговорен к 5 годам лишения свободы в лагерях строгого режима.
Умер в Вятлаге от истощения и авитаминоза.